# Kerberg (Adelsgeschlecht)

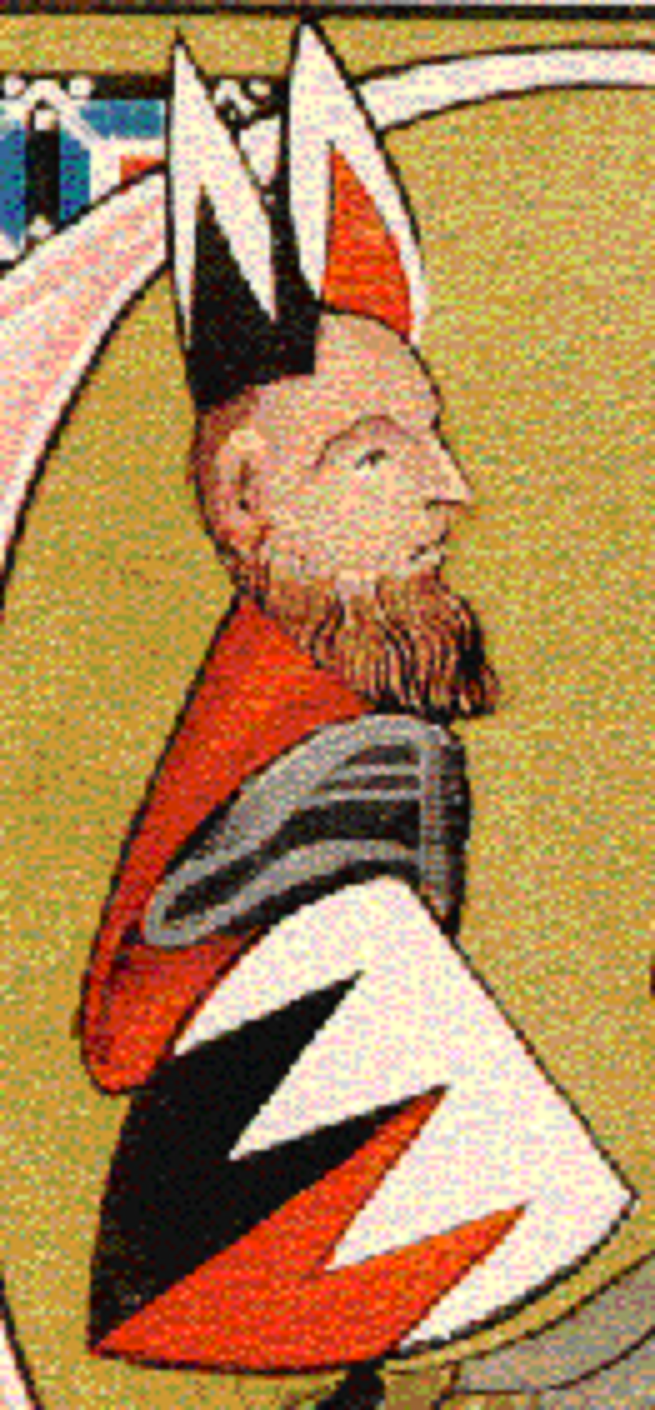
Wappen des Ernst von Kirchberg, Verfasser der mecklenburgischen Reimchronik vom Jahre 1378, Angehöriger der schwarzen Linie des Geschlechts Kerberg, die Jahrhunderte hindurch auf Krümmel in Mecklenburg saß

Die von Kerberg, auch Kirchberg, Kerkberg, Karberg und ähnlich genannt, gehören zur Sippe mit dem Querspitz-Wappen.

## Geschichte
Die Kerberg stammen aus Thüringen und besaßen Edelfreie Abstammung. Sie wandten sich über den Harz nach Norden, schufen sich westlich von und in der Altmark eine Ausgangsbasis. Von dort gingen sie ab 1120 in die Prignitz und ließen sich dort nieder.

### Mecklenburger Haus
Obwohl die von Kerberg zum Uradel gehören und schon sehr früh in Mecklenburg auftreten, gehören sie nicht zum mecklenburgischen Adel. Sie haben lediglich ihren Wohnsitz dort gehabt und sich mit dem dortigen Adel verbunden. Sie haben auch nicht die Union der Stände mit unterzeichnet.
1370 verkaufen die Brüder der Stargarder Ritterfamilie, Otto und Harnit von Romer und Otto von Retzow ihre Anteile von Leussow an Beteke von Kerberg. 1374 kamen Retzow und Rechlin hinzu. 1376 verkauft Beteke von Kerberg seine Anteile an Rechlin für eine Rente in Schönbeck. Durch seinen Schwiegervater Zabel von Romer ist Beteke in Mecklenburg sesshaft geworden. Da er nicht in mecklenburgischen Diensten stand, wird angenommen, sein mutmaßlicher Onkel Ernst von Kirchberg habe ihm geholfen.
Durch die Grenzkriege war der Ruf der von Kerberg nicht gerade gut. 1430 gehören auch seine Söhne Beteke und Marten zu der Räuberschar, die von Hans von Rohr aus Freyenstein befehligt wird und großen Schaden anrichtete. Martens Töchter Elisabeth und Anna wurden Nonnen im Kloster Wanzka. 1450 klagen die mecklenburgischen Behörden über das Räuberunwesen aus der Mark und nennen unter den Beteiligten auch die von Kerberg. Ein Sesshaft werden zu dieser Zeit dürfte in Mecklenburg sehr schwer gefallen sein. Hauptsitz wurde später Krümmel im alten Amt Wredenhagen.
Von 1490 bis 1523 saß Joachim von Kerberg vom Weißen Haus auf Krümmel und auf Retzow. Seine Tochter Margarete war von 1537 bis 1572 Nonne im Kloster Dobbertin. Während der Reformation wurde sie als eine von den halsstarrigen Jungfrauen am 19. Oktober 1569 zur Unterpriorin gewählt und blieb dort bis zur gewaltsamen Auflösung des Nonnenklosters 1572 Unterpriorin. In der ersten Visitation vom 24. März 1557 ist über sie zu lesen: hatte sie sich still gehalten und lassen merken, sie wolle Gottes Wort annehmen und hören. Aber in der zweiten Visitation am 3. September 1557 hatte sich keine so ungestüm gehalten mit Schreien, Fluchen, Schmähen und Schlagen, als sie. Während der Visitationen 1562 verweigerte sie trotzig alles. Später fügte sie sich etwas, indem sie 1569 Unterpriorin wurde.
Ihr Bruder Viventus gab 1560 dem Kloster Dobbertin 50 Gulden für seine Schwester. Vom Bruder Hans, der von 1532 bis 1577 auf Retzow saß, ging 1572 die Tochter Lucia auch ins Kloster nach Dobbertin. Nun als Konventualin in das adlige Damenstift. Sie muss noch 1602 gelebt haben, da ihr Bruder Viviens 200 Gulden dem Kloster für seine Schwester zahlte.
1680 stifteten drei Schwestern gemeinsam einen Kronleuchter mit Wappen für den Dom zu Güstrow. Im Anfang des 16. Jahrhunderts teilte sich die Krümmeler Linie in das Schwarze Haus  auf Krümmel und das Weisse Haus auf Retzow und Klopzow.
Da in den Familien von Kerberg mehr Töchter als Söhne geboren wurden, wohnten und wirtschafteten um 1730 die letzten fünf Töchter Anna Emerentia, Marie, Elisabeth Catharina und Margarete von Kerberg gemeinsam auf Klopzow. 1712 stifteten sie die Glasmalereien in der Kirche zu Roggentin. Am 17. April 1742 starb Marie von Kerberg 92-jährig in Klopzow. Damit erlosch die Gesamtfamilie in Mecklenburg.

### Besitzungen in Mecklenburg
Die Beschreibung der Besitzstruktur, der Besitzzeit des Besitzkomplexes der von Kerberg stellt sich sehr kompliziert dar.
- Leussow    400 ha
- Retzow   1.500 ha
- Klopzow    575 ha
- Leppin   1.891 ha
- Roggentin  500 ha
- Ludorf   3.853 ha
- Krümmel  1.860 ha
- Göhren     570 ha

## Wappen
Das Wappen hat im Schild querstehende Spitzen, drei oder vier, links und rechts stehend. Die Spitzen sind in Silber auf rot oder schwarz auf rot. Der Helmzier hat drei Pfauenfedern, silber, rot, silber oder schwarz, rot, schwarz. Das Rostocker Wappenbuch führt als Helmzier auch einen Pfauenschwanz an.

## Namensträger
- Wernher de Kerberc, 1257, 1259, mutmaßlicher Gründer und Erbauer von Burg und Dorf Kerbeg.[10]
- Hampo de Kerberc auf Kerberg, 1313, Ritter im Gefolge des Markgrafen Ludwig von Brandenburg, 1326 Urkunde für Kloster Heiligengrabe.
- Ernst von Kirchberg, † nach 1379, Reimchronist und Buchmaler.
- Beteke von Kerberghe, 1370–1420, Begründer der Häuser in Mecklenburg.[11]
- Joachim von Kerberg, 1490–1523, auf Krümmel und Retzow, vom Weissen Haus.
- Hans von Kerberg, 1532–1577, auf Retzow und Rechlin, nahm 1532 mit 8 Pferden am Zug gegen die Türken teil, 1562 Ratsherr zu Güstrow mit eigenem Siegel.

### Gedruckte Quellen
- Mecklenburgisches Urkundenbuch (MUB)
- Mecklenburgische Jahrbücher (MJB)

### Ungedruckte Quellen
Landeshauptarchiv Schwerin (LHAS)
- Genealogische Sammlungen von Behr, von Hoinkhusen, von Pentz, von Rodde.
- LHAS 1.12-1 Kirchbergchronik.
- LHAS 2.12-3/2 Klöster und Ritterorden. Dobbertin. Nr. 248 Verzeichnis der in Urkunden gefundenen Geschlechternamen  sowie der Priorinnen und Klosterjungfrauen zu Dobbertin (1491–1560).
- LHAS 3.2-3/1 Landeskloster/Klosteramt Dobbertin.